# Assurance-vie en France
Pour un article plus général, voir Assurance-vie.
 (février 2024).
Si vous disposez d'ouvrages ou d'articles de référence ou si vous connaissez des sites web de qualité traitant du thème abordé ici, merci de compléter l'article en donnant les références utiles à sa vérifiabilité et en les liant à la section « Notes et références ».
 (février 2024).
L'assurance-vie est une forme d'assurance. La vocation d'origine des assurances-vie est de garantir le versement d'une certaine somme d'argent (capital ou rente) lorsque survient un événement lié à l'assuré : son décès ou sa survie. Il convient néanmoins de faire la distinction entre l'assurance en cas de décès dite « assurance décès » qui verse le capital ou la rente en cas de décès et l'assurance en cas de vie (aussi appelée assurance sur la vie), qui verse un capital ou une rente en cas de vie à échéance du contrat (si décès avant l'échéance rien n'est dû à la succession).
Ce qui communément est appelé « assurance-vie » en France est un contrat d'assurance décès (capital versé en cas de décès avant le terme du contrat) avec « contre-assurance », c'est-à-dire le remboursement des primes versées pendant la durée du contrat en cas de vie de l'assuré au terme du contrat, et éventuellement majoré des intérêts techniques prévus au contrat. Ceci permet de présenter un quasi-produit d'épargne, doté des avantages fiscaux de l'assurance. Il est aussi possible de racheter son contrat avant l'échéance.
L'assurance-vie permet aussi de faire fructifier des fonds tout en poursuivant un objectif à long terme : la retraite, un investissement immobilier, etc. Elle offre aussi d'importants avantages fiscaux en matière de succession.
Un contrat d'assurance-vie doit avoir une durée déterminée à la souscription, reconductible ou non selon les contrats par prorogation d'année en année.

## Histoire
Les assurances-décès sont longtemps restées illicites : la Grande ordonnance de la marine les considère comme « réprouvées et contre les bonnes mœurs » (livre III, chapitre VI, article X) car elles font souhaiter la mort de celui sur qui on la prend. Dans les pays anglophones, elles peuvent exister sous forme de gageure, ce qui freine d'ailleurs leur diffusion car elles sont suspectes. En France, une Compagnie royale d’assurance-vie est créée en 1787, mais elle est éphémère ; il faut attendre un arrêt du Conseil d’État de 1818 pour autoriser durablement l'assurance-décès.
L'histoire de l'assurance en cas de vie s'exprime par des formes comme les tontines et les rentes viagères. Ces dernières sont évaluées conventionnellement par une loi d'Ulpien mais c'est Johan de Witt qui, le premier, les a évaluées par l'espérance mathématique des valeurs actuelles des sommes futures à payer.

## Fonctionnement des contrats

### Acteurs en présence
1. Le souscripteur : dans un contrat individuel, c’est la personne physique ou morale qui souscrit le contrat d’assurance-vie directement auprès d’une société d’assurance-vie pour garantir certains risques, et qui lui verse des primes en contrepartie. Il a le droit de choisir les bénéficiaires de la rente ou bien du capital en cas de décès de l'assuré ;
2. L'assuré : c'est la personne sur laquelle repose le risque (décès), il doit être consentant pour les assurances en cas de décès, c'est lui qui remplit le questionnaire médical le cas échéant ;
3. Le bénéficiaire : en cas de vie le souscripteur est généralement le bénéficiaire, en cas de décès le bénéficiaire est celui qui a été désigné par le souscripteur. Il peut être désigné directement (nom, prénom), indirectement (le conjoint, les enfants...) ou encore être bénéficiaire acceptant. À noter que dans ce cas le bénéficiaire acceptant signera également le contrat d'assurance-vie ; le souscripteur ne pourra alors plus modifier la clause bénéficiaire sans son accord. Depuis l'arrêté du 22 février 2008, le souscripteur peut racheter son contrat sans l'acceptation du bénéficiaire acceptant. Par ailleurs une clause figurant en dehors du contrat est également valable (sur un testament ou déposée chez le notaire par acte authentique). Le bénéficiaire peut être à la fois l'assuré et le souscripteur ;
4. L'assureur : C'est la personne morale qui s'engage à verser le capital ou la rente prévue, conformément aux clauses du contrat, à condition que les cotisations aient été régulièrement acquittées par le souscripteur. Seules les sociétés d'assurance constituées sous la forme de sociétés anonymes ou de sociétés mutuelles à cotisations fixes peuvent pratiquer les opérations d'assurance-vie. C'est obligatoirement auprès d'elles que se souscrivent les contrats d'assurance-vie.
5. Le courtier, intermédiaire entre l'assureur et le souscripteur lorsque le contrat n'est pas commercialisé en direct.

### Supports d'investissement
Il existe deux types de contrat en France :
- les contrats en euros ou monosupports : ils sont uniquement investis en fonds en euro ;
- les contrats multisupports, qui comportent à la fois :
  - un ou deux fonds en euros
  - des unités de compte (ou UC), investies notamment – selon les UC – en parts de :
    - OPCVM – tels que SICAV, FCP, fonds indiciels (trackers / ETF)
    - produits ou fonds immobiliers (SCI, SCPI, OPCI)
    - certificats
    - produits structurés

Ces véhicules d'investissement sont eux-mêmes principalement investis en actions, en obligations, ou en placements immobiliers.

#### Fonds en euros
Les fonds en euros sont souvent principalement investis en obligations, souveraines ou d'entreprise, par l'assureur du contrat. Chaque année, le fonds en euros est revalorisé d'un certain rendement appelé participation au bénéfice. Ce rendement annuel dépend des performances financières des actifs du fonds euro (placés par l'assureur). En pratique la participation au bénéfice est diminuée (ou complétée) par des réserves faites par l'assureur pour lisser les performances du fonds en euros d'une année sur l'autre, appelées provision pour participation aux bénéfices (PPB). Par ailleurs, la participation aux bénéfices (PAB ou PB) contient également une très petite part garantie par contrat, appelée taux technique (ou taux minimum garanti), qui peut d'ailleurs être égal à 0%.
Les sommes versées et capitalisées sur le fonds en euros sont garanties par l'assureur dans le cadre d'un « effet cliquet » : hors frais de gestion, le montant du fonds en euros ne peut pas baisser. En contrepartie de cette sécurité, les gains sont généralement limités ; en effet l'assureur doit par conséquent majoritairement placer les sommes du fonds en euros dans des actifs peu risqués et peu volatils – donc notamment des obligations de bonne qualité (dont l'émetteur est considéré comme sûr, et qui les remboursera donc sans aucun doute, mais avec un rendement faible puisqu'avec un risque faible).
Cette garantie « effet cliquet » peut s'entendre, selon les contrats et fonds en euros :
- brute de frais de gestion : dans le pire des cas (participation aux bénéfices nulle), le fonds en euros peut néanmoins baisser du montant des frais de gestion[6],[7].
- nette de frais de gestion : dans le pire des cas (participation aux bénéfices nulle), le fonds en euros ne peut pas baisser du tout, quels que soient les frais de gestion.

Certains fonds en euros dits dynamiques peuvent être investis pour partie ou majoritairement en actifs immobiliers afin d'atténuer la diminution des rendements obligataires (dans un environnement de taux bas), et fournir ainsi de meilleures performances que les fonds en euros « classiques ». Par ailleurs certains assureurs exigent que les versements sur fonds en euros dynamiques (voire classiques) soient accompagnés d'un certain pourcentage investi sur des unités de compte .
Des fonds dits « Eurocroissance » ont été créés en 2014 puis modernisés en 2020 ; en vue d'améliorer les rendements des fonds en euros en diminuant les contraintes d'investissement pesant sur les assureurs, ils ne garantissent le capital versé que partiellement et seulement au delà d'un certain nombre d'années, plutôt que totalement et à tout moment. Complexes et d'un rendement peu convaincant, ils n'ont pas connu de succès commercial.

#### Unités de compte
Les unités de compte disponibles sur les contrats multisupports, qui peuvent être des actifs financiers de tout type, sont choisies par l'assureur pour chaque contrat. Leur nombre est très variable selon les contrats, de une à plusieurs centaines. Les sommes investies sur les unités de compte ne sont pas garanties et présentent donc un risque pour le souscripteur. Seule exception : les produits structurés dont certains disposent d'une garantie du capital à l'échéance.
Il existe un nouveau type de support au sein des contrats d'assurance-vie depuis quelques années : les fonds ISR, éligibles dans les contrats d'assurance-vie. Ils proposent d'investir sur des entreprises qui respectent les critères du développement durable. Les unités de compte proposées sont alors gérées en fonction de critères financiers mais aussi extra-financiers (sociaux, environnementaux, gouvernance).
L'assuré n'est pas le propriétaire des instruments financiers, il ne fait que choisir les modalités d'investissement des primes qu'il a versées à l'assureur. Une conséquence est qu'il n'est pas obligé d'investir sur des parts entières d'OPCVM, SCPI, etc. L'assuré peut donc investir sur son contrat (sous la forme d'unités de compte) des fractions de parts d'OPCVM ou autres instruments, qui peuvent ainsi être de petits montants (par exemple quelques dizaines d'euros pour une OPCVM ou SCPI donnée dont la taille d'une part serait de plusieurs milliers d'euros). C'est l'assureur qui est le réel propriétaire de parts d'OPCVM.
L'assureur étant le propriétaire des produits financiers correspondant aux unités de compte logées dans le contrat, il garantit également à l'assuré la liquidité de ces unités de compte si ce dernier souhaite désinvestir.

### Propriété des fonds
De façon générale sur le contrat d'assurance vie, l'assuré ne fait que désigner les modalités de placement des primes qu'il a versées à l'assureur. Par conséquent l'assuré possède une forme de créance sur l'assureur (en fait, bel et bien d'une assurance) aussi bien en euros (fonds en euros) qu'en nombre d'Unités de Compte (dont la valeur en euros n'est pas garantie). C'est l'assureur qui est le réel propriétaire des instruments financiers (donc des euros, OPCVM, SCPI, et autres). Les actifs du contrat n'appartiennent donc pas à l'assuré.
Il existe un contrat presque similaire à l'assurance vie, mais dont la différence est de ne pas constituer une assurance mais bien une créance et de persister dans le patrimoine du souscripteur (qui n'est donc plus un assuré) : le contrat de capitalisation (dont les particularités fiscales sont par conséquent différentes, pouvant faire l'objet d'une donation et faisant partie de l'actif successoral).
En cas de défaillance d'un assureur, les contrats d'assurance vie et de capitalisation sont protégés par un fonds de garantie à hauteur de 70 000 € pour l'ensemble des contrats d'un assuré auprès du même assureur.

### Modes de gestion
Le souscripteur peut choisir entre plusieurs modes de gestion proposés dans les contrats multisupports :
- la gestion libre : le souscripteur choisit lui-même les fonds sur lesquels il va investir
- la gestion profilée : le souscripteur choisit une répartition statique type des actifs selon quelques profils préétablis par des experts financiers, du plus prudent au plus dynamique
- la gestion à horizon : la répartition entre les classes d'actifs est faite par experts financiers qui choisissent les valeurs et la répartition des actifs (actions, obligations, etc.) selon le profil déterminé par l'assuré, suivant un schéma dépendant de l'âge du souscripteur, très risqué au début puis de plus en plus sécuritaire lorsque le contrat arrive à son terme
- la gestion sous mandat ou pilotée : l'assuré délègue totalement la gestion de son portefeuille à un professionnel en fonction de son profil d'investisseur. Historiquement réservé aux contrats haut de gamme, ce mode de gestion tend à se démocratiser, notamment parmi les contrats Internet

### Contrats collectifs ou individuels
La plupart des contrats proposés sur le marché sont dits collectifs : l'assuré est représenté auprès de l'assureur par une association d'assurés. Tout changement du contrat se fait alors par négociation entre l'assureur et l'association. Par opposition, les contrats individuels sont passés directement entre assureur et souscripteur, et tout changement du contrat ne peut dès lors se faire qu'avec le consentement préalable du souscripteur.
Bien qu'un contrat individuel soit donc plus sécurisant pour le souscripteur, il peut augmenter le risque que l'assureur renonce à moderniser régulièrement son contrat (ajout de nouveaux supports d'investissements, de nouveaux services, etc.).

### Frais
Les frais habituels dans un contrat d'assurance-vie sont souvent exprimés en pourcentage des sommes investies et peuvent être :
- des frais sur versement appelés aussi frais d'entrée, versés une seule fois au moment du versement et représentant un pourcentage des fonds versés ;
- des frais de gestion administrative, payés annuellement sur les sommes en compte ;
- des frais d'arbitrage, payés en cas de changement des supports d'investissement dans un contrat multisupport ;
- des frais de dossier, qui rémunèrent l'acte d'enregistrement administratif du contrat. Ceux-ci sont rares.

Par ailleurs, sur la partie en unités de compte, il faut ajouter les frais propres aux supports d'investissements choisis. C'est généralement la couche de frais la plus importante (de 0,8 % à 2,5 % par an selon les supports). Une partie de ces frais peut être rétrocédée à l'assureur.
En France, l'émergence de courtiers et de banques en ligne a favorisé l'apparition de contrats à frais réduits avec souvent la suppression de frais d'entrée, et des frais de gestion de 0,5 % à 1 % par an selon les contrats et selon les supports. De la même manière, les frais d'arbitrage sont souvent gratuits pour les contrats Internet.

### Rendement de l'assurance-vie
Les fonds placés doivent à minima, être réévalués de l'inflation et avoir un rendement qui rémunère le capital mis à disposition de l'assureur qui gère les fonds et aussi tenir compte de la fiscalité. En effet, la fiscalité ne prend pas en compte la perte de valeur due à l'inflation puisque la plus-value taxable est calculée sur la différence entre le capital initial et celui atteint, sans prendre en compte la part liée à l'inflation. Or,  il serait logique que cette plus-value soit calculée sur la différence entre le capital initial en ayant appliqué l'inflation  moins le capital atteint. Il faut donc viser un taux de rendement qui peut se calculer ainsi pour ne pas voir son capital entamé mais valorisé : inflation(s) annuelle(s) + rendement visé (3 à 5 %) + rémunération compensant la fiscalité (prélèvement sociaux et prélèvement sociaux libératoire). 

### Régime fiscal
En France, le régime fiscal de l'assurance-vie fut particulièrement avantageux mais a cependant connu au fil des dernières années des restrictions importantes.
Les gains tirés d'un contrat d'assurance-vie sont imposés, uniquement en cas de rachat (retrait de fonds), total ou partiel. Ils sont calculés au prorata des sommes retirées : en rachetant 10 % du total du contrat, l'imposition ne se fera que sur 10 % des intérêts générés depuis son ouverture (le contrat étant considéré comme un seul ensemble global, les détails des gains ou pertes entre fonds et UC n'est pas pris en compte).
Les prélèvements sociaux (17,2% en 2020) sur les gains sont dus en plus de la fiscalité dans tous les cas et sans abattement.
Pour les contrats ouverts ou versements effectués depuis 1998, le contribuable peut opter soit pour l'intégration à l'impôt sur les revenus de ses gains, soit pour un prélèvement forfaitaire, qui peut être libératoire (avant le 27/09/2017) ou obligatoire (sur les gains issus des versements effectués après le 27/09/2017).
| Âge du contrat   | Abattement                                                       |
| ---------------- | ---------------------------------------------------------------- |
| Moins de 4 ans   | (aucun)                                                          |
| Entre 4 et 8 ans | (aucun)                                                          |
| Plus de 8 ans    | 4 600 € d'intérêt par an (9 200 € pour un couple marié ou pacsé) |

En cas d'option IR, les gains sont rajoutés aux autres revenus du contribuable (salaires, revenus fonciers), et taxé selon le barème de l'impôt. Dans tous les cas se rajoutent les prélèvements sociaux de 17,2 % sans abattement.
| Âge du contrat   | Taux (jusqu'au 27/09/2017) | Taux (après 27/09/2017)                                                                 | Abattement                                                       |
| ---------------- | -------------------------- | --------------------------------------------------------------------------------------- | ---------------------------------------------------------------- |
| Moins de 4 ans   | 35 %                       | 12,8 %                                                                                  | (aucun)                                                          |
| Entre 4 et 8 ans | 15 %                       | 12,8 %                                                                                  | (aucun)                                                          |
| Plus de 8 ans    | 7,5 %                      | 7,5 % (gains sur les 150000 premiers € versés) 12,8 % (gains sur les € suivants versés) | 4 600 € d'intérêt par an (9 200 € pour un couple marié ou pacsé) |

Dans tous les cas se rajoutent les prélèvements sociaux de 17,2 %, sans abattement.
L'abattement de 4 600 € (sur la fraction du retrait correspondant aux gains, la fraction correspondant aux versements n'est pas taxée) est acquis quel que soit le choix d'imposition (IR ou prélèvement libératoire) pour l'ensemble des contrats du contribuable. Pour éviter l'impôt, il est judicieux de faire un retrait annuel dont les intérêts ne dépassent pas le montant de l'abattement. S'ajoutent à cette imposition des prélèvements sociaux (CSG et CRDS de 17,2 % en 2018) prélevés soit annuellement sur un contrat en euros (depuis juillet 2011), soit au moment d'un rachat sur les contrats multisupports (ce qui est plus avantageux, car cela permet aux intérêts non prélevés de continuer à composer).
Dans le cadre du réinvestissement de l'épargne via un arbitrage, aucune imposition sur le montant d’épargne arbitré ne s'applique.
Il existe des circonstances de rachat qui exonèrent de la taxation : licenciement, mise à la retraite anticipée, invalidité de 2e ou 3e catégorie, liquidation judiciaire. L'événement exonérateur doit avoir lieu dans l'année fiscale du rachat. Les prélèvements sociaux restent applicables, sauf en cas d’invalidité.
Un contrat d'assurance-vie entrait dans l'assiette de l'impôt de solidarité sur la fortune avant sa suppression. Contrairement à une enveloppe fiscale comme le PEA, il n'existe pas de plafond de versement ni de restriction sur les retraits ou versements.
En cas de rente viagère, celle-ci sera soumise à l’impôt sur le revenu pour 70 % de son montant en cas de mise en route avant 50 ans, pour 50 % de 50 à 59 ans, pour 40 % de 60 à 69 ans, pour 30 % à 70 ans et plus. Elle sera aussi sujette aux prélèvements sociaux.
Le régime fiscal de l'assurance-vie est différent pour les Français vivant à l'étranger (expatriés). Dans ce cas, il y a dans la plupart des cas une convention entre la France et le pays concerné pour éviter une double imposition sur les intérêts. Il y a aussi une imposition moins importante sur les successions pour les Français non résidents ayant ouvert un contrat d'assurance-vie non résident.

### Régime successoral
Lors de l'ouverture d'un contrat d'assurance-vie, le souscripteur peut désigner un ou des bénéficiaires. Les bénéficiaires peuvent être des membres de sa famille (conjoint/partenaire pacsé, enfants, neveu, nièce, etc.) ou d’autres personnes (concubin, ami, etc.) Les personnes morales sont aussi une possibilité (association, parti politique, institution religieuse, fondation, etc.).
Lors du décès de l'assuré, s'il n'a pas clos son contrat avant, les bénéficiaires reçoivent l'intégralité des capitaux avec une fiscalité successorale qui dépend de :
- la date d'ouverture du contrat (si ouvert avant 1991)
- la date de versement des primes (pour les contrats ouverts avant 1991)
- l'âge du souscripteur, âgé de plus ou de moins de 70 ans. À l'occasion de son 70e anniversaire le souscripteur ne doit plus toucher à son contrat et peut en ouvrir un second s'il le souhaite. À défaut les règles fiscales les moins favorables seront appliquées.

Ces différents cas sont résumés dans le tableau ci-dessous :
| Versement des primes     | Âge du souscripteur   | Contrat souscrit avant le 20 novembre 1991 | Contrat souscrit à compter du 20 novembre 1991 |
| ------------------------ | --------------------- | --- | --- |
| avant le 13 octobre 1998 | avant l'âge de 70 ans | exonération totale des capitaux transmis | exonération totale des capitaux transmis |
| avant le 13 octobre 1998 | après l'âge de 70 ans | exonération totale des capitaux transmis | Les produits des primes versées sont exonérés, imposition des primes versées dans les conditions de droit commun au-delà de versements nets supérieurs à 30500 € (l’abattement est déduit avant de diviser par les bénéficiaires, donc s'ils sont plusieurs les bénéficiaires payent des droits de succession même s'ils touchent moins de 30500 € chacun). Pour le conjoint ou le partenaire d'un Pacs: Loi Tepa = exonération des droits de succession. |
| après le 13 octobre 1998 | avant l'âge de 70 ans | Abattement de 152 500 € sur le capital transmis à chaque bénéficiaire et taxation de 20 % au-delà sur 700 000,00 €, taxation à 31,25 % au-delà. À la suite de la mise en place le 21 août 2007 de la Loi Tepa, le conjoint survivant et le partenaire pacsé sont exonérés de tous droits de succession. | Abattement de 152 500 € sur le capital transmis à chaque bénéficiaire et taxation de 20 % au-delà sur 700 000,00 €, taxation à 31,25 % au-delà. Pour le conjoint ou le partenaire d'un Pacs : Loi Tepa = exonération des droits de succession. |
| après le 13 octobre 1998 | après l'âge de 70 ans | Abattement de 152 500 € sur le capital transmis à chaque bénéficiaire et taxation de 20 % au-delà sur 700 000,00 €, taxation à 31,25 % au-delà. À la suite de la mise en place le 21 août 2007 de la Loi Tepa, le conjoint survivant et le partenaire pacsé sont exonérés de tous droits de succession. | Les produits des primes versées sont exonérés, imposition des primes versées dans les conditions de droit commun au-delà de versements nets supérieurs à 30 500 €. Pour le conjoint ou le partenaire d'un Pacs : Loi Tepa = exonération des droits de succession. |

Les sommes transmises au décès se font hors succession et sans tenir compte de la réserve successorale prévue par le code civil. L'assurance-vie est donc un produit élaboré dans le but de transmettre une partie de patrimoine à des personnes qui ne sont pas héritiers, premier cas de figure pour privilégier des personnes au détriment des héritiers réservataires, par exemple un(e) concubin(e) non marié(e), aux dépens des enfants d'une précédente union. Mais dans ce cas il s'agit clairement d'une fraude car le seul but du contrat est de manœuvrer contre les héritiers réservataires. Il est préférable d'aviser les dits réservataires et de transmettre l'avis de réception aux bénéficiaires. Second cas de figure lorsqu'aucun héritier n'est en ligne directe (pas d'enfant), alors qu'une donation normale est soumise à une taxation à 60 % (don ou leg à des neveux ou nièces...).
Toutefois le paiement des droits et le versement est en moyenne de 7 mois après le décès, les dons manuels de 10 000 € en espèces sont donc à privilégier, en plus ils sont nets d'impôts.

#### Contrats d'assurance-vie non réclamés
Dans la majorité des cas, la recherche du bénéficiaire d'un contrat d'assurance-vie ne pose aucune difficulté. En effet, pour 80 % des contrats, c’est le souscripteur qui perçoit lui-même le capital ou la rente. Pour les contrats restants, les bénéficiaires sont à plus de 80 % le conjoint ou les enfants de l’assuré, ce qui écarte, dans la quasi-totalité des cas, un problème de recherche de bénéficiaires.
Les cas où l’assureur peut rencontrer quelques difficultés pour identifier le bénéficiaire restent donc extrêmement rares. Il s’agit généralement de bénéficiaires atypiques (une personne extérieure à la famille ou une personne morale, par exemple). La somme de ces contrats d'assurance-vie non réclamés atteindrait 700 millions d'euros, d'après une enquête de la Fédération française des sociétés d'assurances (FFSA). Cette somme représente 0,06 % du total de l'encours de l'assurance-vie (qui atteint près de 1 620 milliards d'euros).
En parallèle à cette estimation des capitaux en déshérence, soulignons celle beaucoup plus pessimiste contenue dans la décision 41 du rapport Attali de janvier 2008 (cosigné par Claude Bébéar fondateur d'Axa) qui estime le montant des fonds en déshérence entre 10 et 30 milliards d'euros.
Depuis mars 2009, les assureurs peuvent consulter le fichier INSEE sur les personnes physiques pour faciliter leurs recherches et s’informer du décès éventuel de l’assuré.
De leur côté, les personnes qui pensent être bénéficiaires d'un contrat d'assurance-vie peuvent s'adresser, depuis le 1er mai 2006, à l'AGIRA (association pour la gestion des informations sur le risque en assurance). Cet organisme, chargé de centraliser les demandes, a permis de détecter 4 301 contrats d'assurance-vie pour un montant de 334 millions d’euros. Le recours à l'AGIRA est gratuit.
Le montant des contrats d'assurance-vie non réclamés est progressivement affecté au fonds de réserve des retraites.
Lois relatives à l'assurance-vie :
- La loi du 17 décembre 2007, adoptée à l'initiative des députés Yves Censi et Jean-Michel Fourgous, et dont le rapporteur était Éric Strauman[15].
- La loi du 15 décembre 2005, mettant en place l'Agira[16].

## Marché de l’assurance-vie en France
Selon la Banque de France, au troisième trimestre 2020, le marché de l’assurance-vie représente 38 % de l'épargne en France, pour un encours de 2 103 milliards d’euros. Les encours de l'assurance-vie ont connu une forte progression au fil des années : en 1981, l'épargne des investisseurs placée sur des assurances-vie en France représentait 102 milliards de francs (15,6 milliards d'euros).

### Groupes d'assurance-vie
Les premiers groupes d'assurance-vie en France sont par montant de cotisation en 2019 et en pourcentage du marché français :
- Crédit Agricole Assurances : 23,1 milliards d'euros de cotisations en 2019 (14,9 %)
- CNP Assurances : 17,6 milliards (11,2 % du marché français)
- Axa France assurances : 11,0 milliards (8,8 %)
- Crédit mutuel : 13,0 milliards (8,5 %)
- BNP Paribas Cardif : 11,8 milliards (7,2 %)
- Société générale assurances : 11,5 milliards (6,9 %)
- BPCE : 10,5 milliards (6,5 %)
- Generali : 7,4 milliards (5,5 %)
- Allianz : 5,0 milliards (4,4 %)

En termes de montant d’argent géré en 2019 (plus de 1 700 milliards d'euros au total) et en % du marché français, les 10 premiers groupes d'assurance-vie en France qui gèrent 1 370 milliards d'euros (80 % du total) sont :
- CNP Assurances : 271,7 milliards d'euros (15,8 % du marché français)
- Crédit agricole assurances (via Predica/Spirica) : 263,5 milliards (15,3 %)
- Axa France Assurance : 138,0 milliards (8,0 %)
- Crédit mutuel (via ACMN, Suravenir et ACM Vie) : 137 milliards (8,0 %)
- BNP Paribas Cardif : 135,2 milliards (7,9%)
- Société générale (via Sogécap) : 109,5 milliards (6,4 %)
- Generali : 91,4 milliards (5,3 %)
- Aviva : 79,0 milliards (4,6 %)
- AG2R La Mondiale : 73,0 milliards (4,2 %)
- Allianz : 71,7 milliards (4,2 %)

En termes de courtiers, le secteur est essentiellement couvert par des banques qui commercialisent les solutions de l'assureur de leur groupe (Société générale et Sogécap par exemple), par les réseaux en propre d'autres assureurs, mutualistes en particulier, par des courtiers internet qui commercialisent des contrats de ces mêmes assureurs ou d'autres, et des CGP (conseillers en gestion de patrimoine) ou CGPI (conseillers en gestion de patrimoine indépendants).

### Associations indépendantes
Des épargnants méfiants vis-à-vis des grands assureurs se groupent en associations qui obtiennent souvent de la part des assureurs de meilleures conditions de rémunération des fonds en euros déposés, et une meilleure visibilité des processus de gestion.
- Association française d'épargne et de retraite (Afer)
- Gaipare

### Contrats
Il existe plus de 450 contrats d'assurance-vie en France. Un recensement effectué par un organisme indépendant en dénombre 473 pouvant être répartis comme suit :

#### 40 contrats internet (dont la gestion est proposée exclusivement en ligne)
- Sur ces 40 contrats, 14 ont un fonds en euro avec une performance supérieure à 14 % sur la période 2006-2008.
- Sur ces 14 contrats, 12 n'ont pas de frais sur versement.
- Sur ces 12 contrats, 6 ont eu un rendement en 2008 d'au moins 4,5 %.

#### 433 contrats traditionnels (dont la gestion se fait en agence avec un conseiller)
- Sur ces 433 contrats, 148 ont un fonds en euro avec une performance supérieure à 13 % sur la période 2006-2008.
- Sur ces 148 contrats, 36 ont eu un rendement en 2008 d'au moins 4,5 %.

## Performances des contrats
Les performances d'un contrat d'assurance-vie reflètent celles de ses supports.
- Les performances des contrats monosupports (100 % en euros) ou des fonds euros des contrats multisupports, dont le moteur est l'inflation, sont largement assises sur les rendements des obligations d’État. Avec la baisse des taux, les rendements des fonds en euros n'ont cessé de diminuer pour tomber sous les 3,5 % en 2010 comme l'atteste un historique sur la décennie 2000-2010. La décennie suivante n'a pas permis d'améliorer les performances des fonds en euros qui ont été en moyenne de 1,30 % en 2022 selon l'ACPR.
- Les performances des contrats multisupports combinent la performance du fonds en euros et celles des supports en unités de compte (sicav ou FCP) dans le cadre d'une gestion libre dont les sous-jacents sont les marchés actions et obligataires ; des profils de gestion dans le cadre d'une gestion profilée ou pilotée ; des mandats dans le cadre d'une gestion sous mandat.

Il est important de connaître le taux de rendement net de frais de gestion, et c'est ainsi qu'il est indiqué par les assureurs ; en effet l'expression des taux en « brut » cacherait ces frais qui en diminuent la valeur.